# Крестьянка (Кировская область)
Крестьянка — деревня в составе Немского района Кировской области. 

## География
Находится на расстоянии примерно 3 километров по прямой на восток от районного центра поселка Нема.

## История
Деревня образована в 2006 году, до 1965 года здесь была деревня с таким же названием. Составляет 2 жилых дома и придорожное кафе. До 2021 года входила в Немское сельское поселение Немского района, ныне непосредственно в составе Немского района.

## Население
Постоянное население  составляло 11 человек в 2010 году.